# 畔上沙那
畔上 沙那（あぜがみ さな、2001年11月4日 -）は、長野県下高井郡野沢温泉村出身のノルディック複合選手である。父の畔上貴祥は純ジャンプ、母の畔上亜紀はクロスカントリーの元選手、弟の畔上祥吾はノルディック複合選手である。

## 来歴
10歳の時に父親の勧めでスキージャンプを始める。2018年3月に名寄市で開催された全日本スキー選手権大会のノルディック複合で女子は公開競技ながら9位入賞、翌年の札幌大会では5位入賞を果たす。2020年2月22日に開催されたノルディック複合・コンチネンタルカップアイゼンエルツ大会で国際大会初出場し、マススタートで17位、翌日のグンターゼンで10位となりポイントを獲得した。その後も順調に国際大会での経験を積んでいくが、2021年6月に左膝前十字靭帯を断裂、1シーズンを棒に振った。

## 脚註
1. ↑  長野体育ジャーナル (2014年1月13日). “ジャンプサーキット開幕。小学生女子は畔上沙那選手（野沢温泉６年）、小学生男子は山本侑弥選手（木島平６年）が初戦勝利――木島平ジュニアジャンプ大会1月13日”. 2024年10月6日閲覧。
2. 1 2  国際スキー連盟 (2020年8月7日). “Get to know: Sana Azegami (JPN)”. 2024年10月6日閲覧。